# Jubu
Jubu (též JuBu) je označení pro osobu židovského původu, která věří v principy určité formy buddhismu.
Někteří lidé takto inspirovaní praktikují formy buddhistické meditace džhána, zpěvu nebo jiné. Pokud jedinec praktikuje určité náboženství, může to být jak judaismus, tak buddhismus. V mnoha případech je však jejich etnické označení židovské, zatímco hlavní náboženskou praxí jednotlivce je buddhismus. Termín JewBu nebo JUBU zavedl Rodger Kamenetz ve své knize Žid v lotosu z roku 1994. Židé při vnímání své historické i náboženské identity podle některých religionistů nepřijali princip odměny a trestu v dějinách spásy, a tak nacházejí své místo v buddhismu, motivováni jiným přístupem k přijetí nebo odstranění utrpení.